# Xu Jinglei
 (février 2023).
Le contenu est difficilement compréhensible vu les erreurs de traduction, qui sont peut-être dues à l'utilisation d'un logiciel de traduction automatique.
Xu Jinglei (chinois 徐静蕾, pinyin: Xú Jìnglěi, Pékin, 16 avril 1974) est une actrice et réalisatrice chinoise.

## Biographie
Elle passe sa maîtrise en cinématographie à l'Université de cinéma de Pékin en 1997. Avec Zhang Ziyi, Zhou Xun, et Zhao Wei, les médias de la Chine continentale la considèrent l'une des Quatre Petites Fleurs (chinois 四小花旦;, pinyin, sì xiǎo huā dàn), analogue au Rat Pack américain des années cinquante.
Bien qu'elle soit très peu connue hors de Chine, son blog est le plus visité sur internet selon le Technorati,,.

## Filmographie

### En tant que réalisatrice et actrice
- 2003 : Mon père et moi (chinois: 我和爸爸; pinyin: Wǒ Hé Bà Bà)
- 2004 : Lettre d’une femme inconnue (chinois: 一个陌生女人的来信; pinyin: Yī Gè Mò Shēng Nǚ Rén De Lái Xìn) (2004)
- 2010 :  Les rêves viendront (chinois simplifié: 梦想照进现实, traditionnel: 投名狀 pinyin: Mèng xiâng zhào jìn xiàn shí (2006)
- 2010 :  Go Lala Go! (2010)

### En tant qu’actrice
- 1997 : Soupe de l’amour piquante (chinois: 爱情麻辣汤 ;pinyin: Ài Qíng Má Là Tāng)
- 1998 : The Storm Riders (chinois: 風雲之雄霸天下, pinyin: Feng yun xiong ba tian xia)
- 2002 : Éblouissant (chinois: 花眼 Pinyin: Hua Yan)
- 2002 : Spring Subway (chinois: 开往春天的地铁 , pinyin:Kai Wang Chun Tian De Di Tie)
- 2002 : Loin du foyer
- 2003 : Heroic Duo
- 2003 : Je t'aime (chinois: 我爱你; pinyin: Wǒ Ài Nǐ)
- 2004 : Des Frères (chinois: 兄弟; pinyin: Xiōng Dì)
- 2004 : Dernier amour, premier amour (chinois: 最后的爱，最初的爱; pinyin: Zuì Hòu De Ài, Zuì Chū De Ài)
- 2006 :  Confession of Pain (chinois: 伤城; pinyin: Shāng Chéng)
- 2007 : Les Seigneurs de la guerre (chinois: 投名状; pinyin: Tóu míng zhuàng) (The Warlords), de Peter Chan
- 2009 : Shinjuku Incident

## Prix
- 2003 : Meilleure actrice pour Spring Subway à la 26e cérémonie des Prix Cinématographique Cent Fleurs du cinéma populaire[6]
- 2003 : nomination au prix de la meilleure actrice pour Loin du foyer et Je t’aime à la 9e cérémonie des prix Huabiao[7]
- 2003 : Meilleure actrice secondaire (par Lejos de casa) et Meilleure réalisatrice pour Mon père et moi à la 23e cérémonie des Premios gallo de oro[8]
- 2004 : Meilleure nouvelle réalisatrice et actrice pour Mon père et moi à la 4e cérémonie des Prix chinois des médias filmiques[9]
- 2004 : Coquille d'argent du meilleur réalisateur pour Lettre d'une femme inconnue au 52e Festival Internacional de Cine de San Sebastián[10]